# Conde de Lencastre
O título de Conde de Lencastre ou Lancaster foi criado no Pariato da Inglaterra em 1267. Foi sucedido pelo título de Duque de Lancaster em 1351, que expirou em 1361. (A criação mais recente do título ducal fundiu-se com a Coroa em 1413.)
O rei Henrique III da Inglaterra criou o Condado de Lancaster — de onde a casa real de Henrique IV foi nomeada — para seu segundo filho, Edmund Crouchback, em 1267. Edmund já havia sido criado Conde de Leicester em 1265 e após a Segunda Guerra dos Barões e a morte e condenação do cunhado rebelde do rei , Simon de Montfort, 6.º Conde de Leicester  em 1265, as terras deste último, incluindo principalmente o Castelo de Kenilworth em Warwickshire, foram concedidas a ele.
Quando o filho de Edmund , Thomas, 2º conde de Lancaster, herdou as propriedades e o título de seu sogro Henry de Lacy, 3º conde de Lincoln, ele se tornou de uma só vez o nobre mais poderoso da Inglaterra, com terras em todo o reino e a capacidade de levantar vastos exércitos privados para exercer poder em níveis nacionais e locais.  Isso o colocou — e seu irmão mais novo , Henrique, 3º Conde de Lancaster — em conflito com seu primo, o Rei Eduardo II, levando à execução de Thomas. Henrique herdou os títulos de Tomás e ele e seu filho Henrique de Grosmont, 1º Duque de Lancaster, prestaram serviços leais ao filho de Eduardo — o Rei Eduardo III.

## História

Gráfico mostrando a descendência do Condado e Ducado de Lancaster e sua eventual fusão com a coroa sob o rei Henrique IV

### Criação
Depois que os apoiadores de Henrique III da Inglaterra suprimiram a oposição da nobreza inglesa na Segunda Guerra dos Barões, Henrique concedeu ao seu segundo filho , Edmund Crouchback, os títulos e posses perdidos pelo proscrito do líder dos barões, Simon de Montfort, 6.º Conde de Leicester, incluindo o Condado de Leicester, em 26 de outubro de 1265. Concessões posteriores incluíram o primeiro Condado de Lancaster em 30 de junho de 1267 e o de Conde Ferrers em 1301. Edmundo também foi conde de Champagne e Brie a partir de 1276 por direito de sua esposa.  Henrique IV da Inglaterra usaria mais tarde sua descendência de Edmundo para legitimar sua reivindicação ao trono, chegando a fazer a afirmação espúria de que Edmundo era o filho mais velho de Henrique, mas havia sido preterido como rei por causa de sua deformidade. 

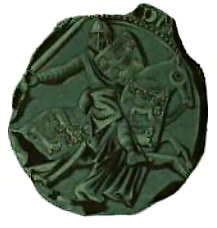
Selo de Edmundo Crouchback

O segundo casamento de Edmundo com Branca de Artois, a viúva do rei de Navarra, colocou-o no centro da aristocracia europeia. A filha de Branca, Joana I de Navarra, foi rainha reinante de Navarra e, por meio de seu casamento com Filipe IV da França, foi rainha consorte da França. O filho de Edmund, Thomas, tornou-se o nobre mais poderoso da Inglaterra, ganhando os condados de Lincoln e Salisbury por meio do casamento com a herdeira de Henry de Lacy, 3.º conde de Lincoln . O seu rendimento era de £ 11.000 por ano — o dobro do do conde mais rico. 
Thomas e seu irmão mais novo, Henry, serviram na coroação de seu primo, o rei Edward II da Inglaterra, em 25 de fevereiro de 1308; Thomas carregava Curtana, a Espada da Misericórdia, e Henry carregava o cetro real.  Depois de inicialmente apoiar Edward, Thomas se tornou um dos Lordes Ordenadores, que exigiram o banimento de Piers Gaveston e o governo do reino por um conselho baronial. Após a captura de Gaveston, Thomas assumiu a liderança em seu julgamento e execução em Warwick em 1312.  A autoridade de Eduardo foi enfraquecida pela má governança e pela derrota para os escoceses na Batalha de Bannockburn . Isso permitiu que Thomas restringisse o poder de Eduardo republicando as Ordenanças de 1311 . Após esta conquista, Thomas participou pouco da governança do reino e, em vez disso, retirou-se para o Castelo de Pontefract .  Isso permitiu que Eduardo se reagrupasse e se rearmasse, levando a uma frágil paz em agosto de 1318 com o Tratado de Leake . Em 1321, o governo de Eduardo novamente entrou em colapso devido à guerra civil. Thomas reuniu um exército do norte, mas foi derrotado e capturado na Batalha de Boroughbridge . Ele foi condenado a ser enforcado, arrastado e esquartejado, mas por ser primo de Eduardo, recebeu uma morte mais rápida por decapitação. 
Henrique juntou-se à revolta da esposa de Eduardo, Isabel da França, e de seu amante Mortimer em 1326, perseguindo e capturando Eduardo em Neath, no sul do País de Gales.  Após a deposição de Eduardo no Parlamento de Kenilworth em 1326 e o suposto assassinato no Castelo de Berkeley,  a condenação de Thomas foi postumamente revertida e Henrique recuperou a posse dos condados de Lancaster, Derby, Salisbury e Lincoln que haviam sido perdidos pela traição de Thomas. Seu prestígio restaurado levou-o a nomear cavaleiro o jovem rei Eduardo III da Inglaterra antes de sua coroação.  Mortimer perdeu apoio no Tratado de Edimburgo-Northampton que formalizou a independência da Escócia, e seu poder crescente nas Marcas Galesas provocou inveja dos barões. Quando Mortimer convocou um parlamento para tornar seus novos poderes e propriedades permanentes com o título de Conde de March em 1328, Henrique liderou a oposição e realizou uma contra-reunião. Em resposta, Mortimer devastou as terras de Lancaster e conteve a revolta. Eduardo III conseguiu assumir o controle em 1330, mas a influência posterior de Henrique foi restringida por problemas de saúde e cegueira durante os últimos quinze anos de sua vida.  

### Sucessão
O filho de Henrique, também chamado Henrique, nasceu no castelo de Grosmont em Monmouthshire entre 1299 e 1314.  De acordo com as memórias do jovem Henry, ele era melhor em artes marciais do que em disciplinas acadêmicas e só aprendeu a ler mais tarde na vida.  Henrique foi contemporâneo de Eduardo III e foi fundamental para seu reinado, tornando-se seu melhor amigo e comandante mais confiável.  Henrique foi nomeado cavaleiro em 1330, representou seu pai no parlamento e lutou na campanha escocesa de Eduardo.  Após a eclosão da Guerra dos Cem Anos, Henrique participou de várias missões diplomáticas e campanhas menores e esteve presente na grande vitória inglesa na Batalha naval de Sluys em 1340.  Mais tarde, ele foi obrigado a se comprometer como refém nos Países Baixos para pagar as dívidas consideráveis de Eduardo. Ele permaneceu refém por um ano e teve que pagar um grande resgate para sua própria libertação. 
Em 1345, Eduardo III lançou um grande ataque triplo à França. O conde de Northampton atacou da Bretanha, Eduardo da Flandres e Henrique da Aquitânia no sul.  Movendo-se rapidamente pelo país, Henrique confrontou o Conde d'Isle na Batalha de Auberoche e alcançou uma vitória descrita como "a maior conquista de toda a carreira militar de Lancaster".  O resgate dos prisioneiros foi estimado em £ 50.000.  Eduardo recompensou Henrique incluindo-o como cavaleiro fundador da Ordem da Jarreteira .  Uma honra ainda maior foi concedida a Lancaster quando Eduardo o criou Duque de Lancaster . O título de duque era relativamente novo na Inglaterra, com apenas Cornwall sendo um título ducal anterior. Lancaster também recebeu o status de palatinado para o condado de Lancashire, o que implicava uma administração separada e independente da coroa.  Havia dois outros condados palatinos: Durham era um antigo palatinado eclesiástico e Chester era propriedade da coroa.